# Кашино (Сисертський міський округ)
Ка́шино (рос. Кашино) — село у складі Сисертського міського округу Свердловської області.
Населення — 2199 осіб (2010, 1993 у 2002).
Національний склад населення станом на 2002 рік: росіяни — 92 %.